# Rhodostemonodaphne macrocalyx
Rhodostemonodaphne macrocalyx là loài thực vật có hoa trong họ Nguyệt quế. Loài này được (Meisn.) Rohwer ex Madriñán mô tả khoa học đầu tiên năm 2004.